# 上原仁
上原 仁（うえはら じん、1974年11月15日 - ）は日本の実業家。マイネットの創業者で代表取締役会長。元滋賀レイクスターズ代表取締役会長、琉球フットボールクラブ監査役。滋賀県守山市出身。神戸大学経営学部卒業。日本初のソーシャルニュースサイト「newsing」（ニューシング）などを運営した。

## 来歴
滋賀県守山市に生まれ、高校卒業までを滋賀で過ごした。滋賀県立膳所高等学校を卒業した後、神戸大学経営学部へ進学する。大学在学中には大学付近に支店を構える家庭教師のトライで営業のアルバイトを3年ほど経験。米国に1年間留学したのち大学を卒業。
1998年に神戸大学経営学部を卒業し、NTTに入社。8年ほどの勤務を経て株式会社マイネットを創業。2015年に東証マザーズ上場、2017年には東証一部上場を果たした。スマートフォンゲームの買収再生事業を営む。
2020年琉球フットボールクラブ監査役。2021年9月、地元滋賀県をホームタウンとするプロバスケットボールBリーグ滋賀レイクスターズの経営に参画し、代表取締役会長に就任。高校の3年先輩にあたる三日月大造滋賀県知事や、佐藤健司大津市長を表敬訪問した。2023年マイネット代表取締役会長、滋賀レイクスターズ取締役。

## 人物
近江商人JINBLOGの運営者。株式会社ミクシィ代表取締役の笠原健治との交友が深く、笠原はマイネットの創業時からの株主でもある。
2005年3月よりブロガーのためのオフラインイベント「RTCカンファレンス」を保田隆明と共催している。

## 著書
- FPN・徳力基彦・渡辺聡・佐藤匡彦共著 『アルファブロガー 11人の人気ブロガーが語る成功するウェブログの秘訣とインターネットのこれから』 翔泳社、2005年10月21日。ISBN 9784798110202
- 藤代裕之・保田隆明共著 『口コミ2.0 〜正直マーケティングのすすめ〜』 明日香出版社、2006年11月16日。ISBN 4756910114

## ラジオ
- さくらのブロラジ （2007年 ラジオ関西）